# Перекопский уезд (Новороссийская губерния)
Перекопский уезд — административная единица Новороссийской губернии (1796—1802) с центром в городе Перекоп, образован 12 декабря 1796 года указом императора Павла I. Согласно проводимой Павлом политике урупнения административных единиц, в декабре 1796 года была упразднена Таврическая область и изменено деление на уезды, территорию включили в состав новообразованной Новороссийской губернии. Взамен прежних 3 уездов был образован один, включавший упразднённые тем же указом Перекопский уезд (северная часть Крыма) и «материковые» уезды — Мелитопольский и Днепровский.

## География
Южная граница уезда начиналась от вершины залива Сиваш к востоку от пгт Советский и шла на запад по безымянному сухоречью (на километровой карте Генштаба Красной армии 1941 года подписанному как Суджилко (Сухое русло)) до современного села Тамбовка. Затем поворачивала на север по Биюк-Карасу до её впадения в Салгир и вновь на запад по Салгиру до устья Бурульчи (район современного села Новоникольское). Отсюда граница поворачивала на северо-запад, до верховьев Чатырлыка и шла по нему до моря.
Согласно ведомости, составленной во время пятой ревизии 1796 года, в уезде числился 45 191 мужчина, по «Камеральному Описанию Таврической области», составленному в 1802 году, в Перекопском уезде было 35 732 жителя.
8 (20) октября 1802 года Александр I, высочайшим указом Сенату, разделил Новороссийскую губернию на Таврическую, Николаевскую и Екатеринославскую губернии. Тем же указом в Таврической губернии был ликвидирован Перекопский уезд и восстановлены 3 прежних (по указу — «новых»).